# Peter Schmeichel
Peter Bolesław Schmeichel (IPA: [ped̥ɐ ˈsmɑɪ̯ˀɡ̊l̩]), MBE, danski nogometaš, * 18. november 1963, Gladsaxe, Danska.
Schmeichel je kariero začel v klubu Gladsaxe-Hero v danski ligi, kjer je branil tudi za kluba Hvidovre in Brøndby. S slednjim je v sezonah 1986/87, 1987/88, 1989/90 in 1990/91 osvojil naslov državnega prvaka, leta 1989 pa državni pokal. Med letoma 1991 in 1999 je igral za Manchester United v Premier League. V tem času je odigral 292 prvenstvenih tekem in s klubom osvojil naslov državnega prvaka v sezonah 1992/93, 1993/94, 1995/96, 1996/97 in 1998/99, FA pokal v sezonah 1993/94, 1995/96 in 1998/99, ligaški pokal v sezoni 1991/92, državni superpokal v letih 1993, 1994, 1996 in 1997, ter Ligo prvakov v sezoni 1998/99. Za tem je krajši čas igral za Sporting CP v portugalski ligi ter Aston Villo in Manchester City ponovno v Premier League do upokojitve leta 2003. S Sportingom je osvojil državni naslov v sezoni 1999/00, z Aston Villo pa Pokal Intertoto leta 2001.
Za dansko reprezentanco je med letoma 1987 in 2001 odigral 129 uradnih tekem in dosegel en gol. Nastopil je na evropskih prvenstvih v letih 1988, 1992,1992 in 2000 ter Svetovnem prvenstvu 1998. Največji reprezentančni uspeh je dosegel leta 1992 z osvojitvijo naslova evropskih prvakov.
Leta 2003 je bil sprejet v Angleški nogometni hram slavnih, leta 2004 pa ga je Pelé imenoval med 125 najboljših nogometašev.